# Саркиссян, Артур М.
Артур М. Саркиссян (род. 11 мая 1960, Ленинакан, Армянская ССР, СССР) — американский кинопродюсер армянского происхождения, основатель продюсерской компании под своим именем Sarkissian Productions. Наиболее известен как один из продюсеров «Час пик» (1998) и его продолжений, «Иностранец» (2017), «Флешбэк» (2022), «Ирландец» (2010).

## Биография
Артур Саркиссян родился в Армении. Несколько лет работал модным дизайнером в Англии, а после переезда в Америку продолжил свою карьеру, как продюсер. Бывший генеральный директор кинокомпании Lotstone Studios. В 2020 году он также был судьёй конкурса сценаристов Script2Screens, который был направлен на поиск новых имён в этой области кинематографа.  

## Фильмография
Продюсер
- Флешбэк (2022)
- Кодекс киллера (2021)
- Врата (2019)
- Odious (2017)
- Иностранец (2017)
- Час пик (сериал 2016)
- Silver Skies (2016)
- Вегас (сериал 2012—2013)
- Ирландец (2010)
- Как ограбить банк (2007)
- Час пик 3 (2007)
- Риск (2003)
- Сияние (ТВ, 2002)
- Час пик 2 (2001)
- Час пик (1998)
- Герой-одиночка (1996)
- Пока ты спал (1995)
- Спонтанное возгорание (1990)
- Курочки-байкеры в городе зомби (1989)
- Взять живым или мертвым (1986)
- Тихая прохлада (1986)
- За пределами разума (1977)